# 何云 (1907年)
何云（1907年—1942年5月28日），原名朱士乔，又名朱士翘，男，浙江上虞人。新闻工作者。曾在日本留学，九一八事变后回国参加革命，并加入中国共产党。1938年11月，任《新华日报》华北分社社长（此后新华社华北分社成立，兼任社长）。1942年5月28日在山西辽县（今左权县）与日军作战中牺牲。